# New Glenn
New Glenn est un lanceur lourd (45 tonnes en orbite basse) américain qui effectue son premier vol le 16 janvier 2025. Le lanceur, qui peut placer 13 tonnes en orbite géostationnaire, est développé par la société américaine Blue Origin, créée en 2000 et en partie financée par l'entrepreneur Jeff Bezos.
La version de base du lanceur, qui est haute de 98 mètres pour un diamètre de 7 mètres, comprend deux étages : le premier étage est réutilisable et propulsé par sept moteurs-fusées BE-4 de 250 tonnes de poussée brûlant un mélange d'oxygène liquide et de méthane, et le deuxième est propulsé par deux moteurs-fusées BE-3U de 78 tonnes de poussée brûlant un mélange d'oxygène liquide et d'hydrogène liquide. Ces deux types de moteurs sont développés par Blue Origin. La fusée dispose d'une coiffe d'un diamètre de sept mètres. Le premier étage réutilisable et revient se poser à la verticale sur une barge. La poussée au décollage est de 1 700 tonnes.
Le lanceur décolle depuis le complexe de lancement SLC-36 de la base de Cape Canaveral en Floride à proximité immédiate de l'usine dans laquelle les éléments du lanceur sont construits et assemblés. Un deuxième pas de tir est prévu à Vandenberg sur la côte ouest en Californie pour les tirs visant l'orbite polaire. Blue Origin vise à la fois le marché des satellites militaires américains et celui des satellites commerciaux.

## Historique

### Blue Origin, nouvel acteur majeur du domaine spatial
New Glenn est un lanceur lourd développé par la société américaine Blue Origin. Cette société ne dispose dans le domaine des lanceurs que d'une expérience limitée au lanceur suborbital réutilisable New Shepard. Elle a été créée par Jeff Bezos, fondateur et propriétaire d'Amazon. Bezos est l'un des trois milliardaires, avec Elon Musk (SpaceX) et Richard Branson (Virgin Galactic), qui ont décidé de devenir des acteurs industriels majeurs dans le domaine spatial. Bezos a ainsi investi dans sa société au cours des années 2010 environ un milliard de dollars par an.
Initialement, Blue Origin, créée en 2000, se consacre au développement du vol suborbital avec le vaisseau New Shepard, dont le premier vol a lieu en 2015. Pour propulser cet engin, la société, qui reprend le modèle d'intégration verticale de SpaceX, développe son propre moteur-fusée, le BE-3, de 50 tonnes de poussée et brûlant un mélange d'oxygène et d'hydrogène liquides. En 2014, la société United Launch Alliance (ULA) sélectionne le moteur-fusée BE-4 de 270 tonnes de poussée proposé par Blue Origin pour propulser le lanceur Vulcan, successeur de son lanceur Atlas V,.

### Lancement du projet
Le développement du lanceur partiellement réutilisable New Glenn est annoncé le 12 septembre 2016 par Bezos. Le projet capitalise sur les autres développements en cours au sein de la société : la fusée suborbitale réutilisable New Shepard et les moteurs-fusées BE-4 et BE-3. Le nom du lanceur fait référence à John Glenn, premier astronaute américain ayant effectué un vol orbital. À l'époque, Bezos annonce que le premier vol aura lieu en 2020.

### Prises de commandes
Blue Origin propose en 2017 New Glenn en réponse à l'appel d'offres de l'Armée de l'air américaine. Celle-ci doit remplacer les fusées Atlas V (propulsée par des moteurs russes) et Delta IV (obsolète et coûteuse), qui sont jusqu'alors utilisées pour placer en orbite ses satellites militaires. En octobre 2018, l'armée pré‑sélectionne New Glenn ainsi que les lanceurs en cours de développement OmegA de Northrop Grumman et Vulcan de United Launch Alliance. L'armée prévoit de verser à terme en tout 2 milliards US$ aux constructeurs sélectionnés pour les aider à développer leur lanceur. 500 millions de dollars sur six ans sont promis à Blue Origin, mais deux ans plus tard le Pentagone annule son contrat, après avoir versé 256 millions de dollars. En mars 2017, l'opérateur de satellites Eutelsat est la première société à sélectionner le lanceur de Blue Origin pour placer en orbite un de ses satellites géostationnaires. Au cours des deux années suivantes, des contrats de lancement sont signés pour le lancement de satellites individuels (Sky Perfect, JSAT et mu Space) ou de constellation de satellites (OneWeb et Telesat). Le lanceur doit également être utilisé pour déployer la mégaconstellation Kuiper d'Amazon.

### Développement
La date de premier vol annoncée par Jeff Bezos (2020) est considérée dès le départ comme trop ambitieuse par les responsables opérationnels du projet. Le choix de développer immédiatement un lanceur aussi puissant sans avoir expérimenté sur une fusée de puissance intermédiaire (New Shepard, la seule réalisation de Blue Origin, a une poussée 40 fois inférieure) rallonge les délais de conception et de mise au point. Par ailleurs, Blue Origin est devenu un acteur majeur du programme Artemis en étant sélectionné comme chef de file du vaisseau proposé pour amener des hommes sur la Lune. Ce projet ainsi que le développement du moteur-fusée BE-4, qui rencontre des difficultés de mise au point de sa turbopompe, ont la priorité. 
En 2018, l'architecture du lanceur évolue. Pour propulser le deuxième étage, l'unique moteur BE-4U est remplacé par deux moteurs BE-3U, de larges ailettes fixes sont ajoutées à la base du premier étage et la taille de la coiffe est accrue. En 2019, la société annonce l'abandon de la version à trois étages qui devait être utilisé pour desservir les orbites hautes et lancer des missions interplanétaires,,. Blue Origin annonce en février 2021 que le premier vol est repoussé fin 2022. 
La construction de l'usine de fabrication et d'assemblage du lanceur ainsi que celle du complexe de lancement de Cape Canaveral (SLC-36) sont par contre pratiquement achevées début 2021. En janvier 2023, le premier lancement est repoussé en 2024,. Après la mise à feu statique des sept moteurs du premier exemplaire de New Glenn le 28 décembre 2024, le vol inaugural est prévu pour le 13 janvier 2025,.
Depuis l'annonce du développement du lanceur en 2016, plusieurs opérateurs de satellites commerciaux ont passé contrat avec Blue Origin pour le lancement de leurs satellites : Eutelsat, Mu Space, OneWeb, Sky Perfect JSAT et Telesat. La NASA ajoute en décembre 2020 la New Glenn dans la liste des lanceurs auxquels elle est susceptible de faire appel. En février 2023, la NASA décide de passer contrat avec Blue Origin pour le lancement de ses satellites jumeaux EscaPADE (2 × 120 kg) par le premier vol de la New Glenn pour un montant de 20 millions US$. Ce lancement est finalement repoussé au deuxième vol de la New Glenn, à cause des retards dus à la préparation du vol inaugural.

### Qualification et vie opérationnelle
Pour son vol inaugural, qui a lieu le 16 janvier 2025, le lanceur remplit son objectif principal (mise en orbite de la charge principale sur une orbite moyenne) sans aucun dysfonctionnement visible en première analyse. Le deuxième étage a pu être rallumé. Par contre, la récupération du premier étage sur une barge, objectif secondaire mais très ambitieux, n'est pas atteint.

## Choix d'architecture du lanceur
Le lanceur est conçu pour permettre un abaissement important des coûts de lancement. Pour y parvenir, il reprend la solution adoptée par SpaceX pour sa fusée Falcon 9, c'est-à-dire la réutilisation du premier étage, qui atterrit après utilisation sur une barge située au large de la base de lancement. Les principaux choix d'architecture sont :  
- le recours à des moteurs BE-4 pour le premier étage, qui, tout en adoptant un système d'alimentation performant (combustion étagée), a des caractéristiques (pression dans la chambre de combustion réduite) garantissant sa fiabilité et limitant sa complexité ;
- toujours pour le premier étage, l'utilisation du méthane, un ergol qui présente l'avantage par rapport au kérosène de réduire la détérioration des moteurs, au prix d'une augmentation sensible du volume du réservoir. Ces caractéristiques permettent d'abaisser le cout de remise en état opérationnel de l'étage entre deux lancements. Le premier étage devrait être réutilisable au moins 25 fois[18] ;
- l'utilisation pour le deuxième étage de l'hydrogène au lieu du méthane, pour obtenir de meilleures performances. Ce choix complexifie le processus de lancement (trois ergols au lieu de deux) ;
- pas de version non réutilisable commercialisée.

## Caractéristiques techniques
La seule version du lanceur New Glenn disponible comprend deux étages, dont le diamètre constant est de 7 mètres sauf à la base où il est plus large. La fusée est haute de 98 m avec la coiffe (82,2 m sans celle-ci). Sa masse estimée est comprise entre 1 400 et 1 500 tonnes, soit  la moitié de celle de Saturn V mais une valeur proche de la Falcon Heavy du concurrent SpaceX. Le rapport poids sur poussée proche de 1,1 entraîne une vitesse particulièrement lente dans les premières secondes de vol,.

### Premier étage

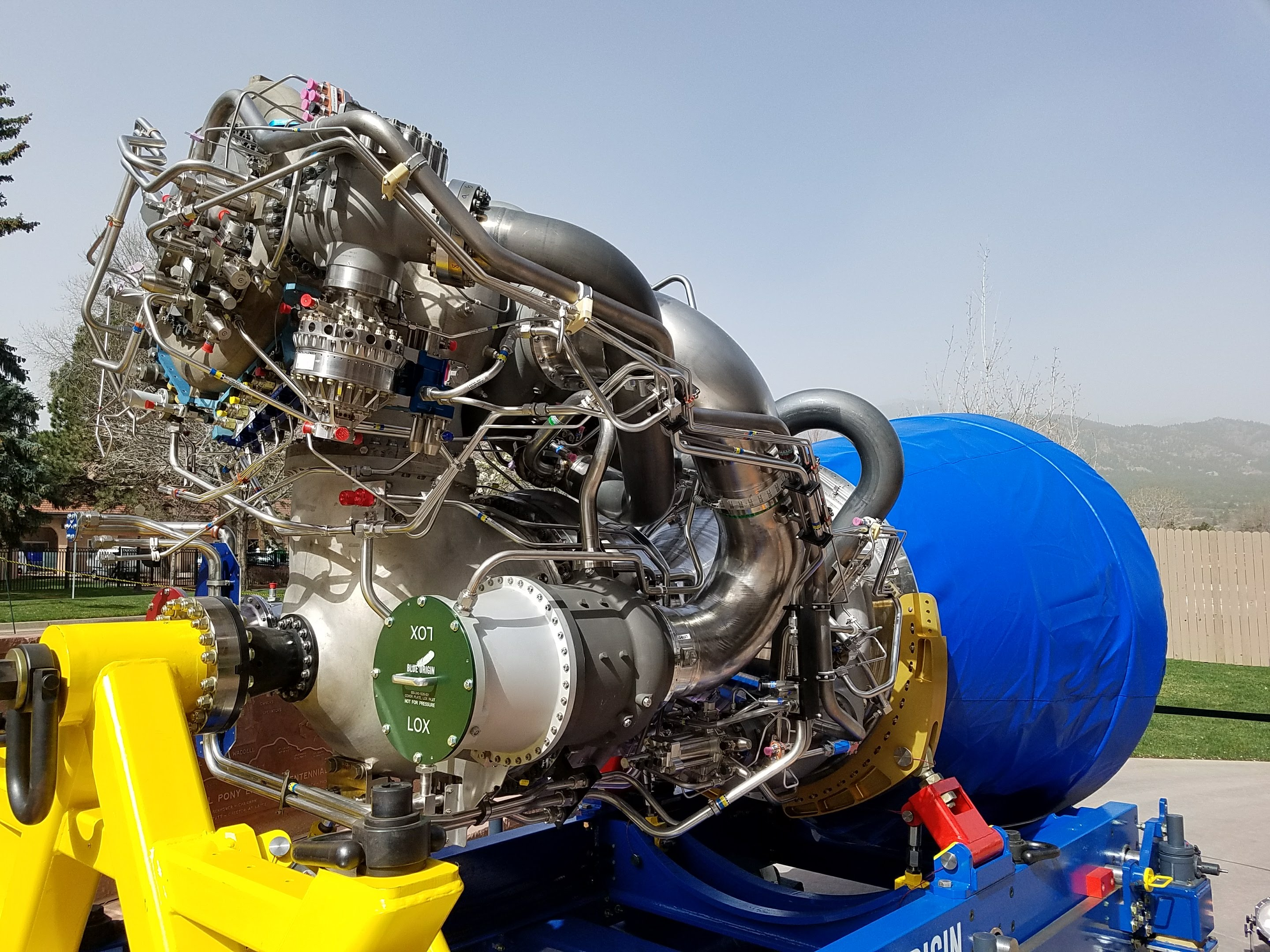
Premier exemplaire du moteur-fusée BE-4 dont sept exemplaires propulsent le premier étage (2017).

Le premier étage (GS-1) est haut de 57 mètres et emporte 1 150 tonnes d'ergols. Sa structure orthogrille est réalisée en alliage d'aluminium. Pour contrôler le retour au sol, le corps de l'étage comprend deux virures en bas, fixes, et quatre ailerons en haut, qui sont mobiles et mesurent cinq mètres de haut et deux mètres de large. Les dômes des deux réservoirs sont réalisés par soudure avec un fonds commun. Le premier étage est propulsé par sept moteurs-fusées à ergols liquides BE-4 d'une poussée unitaire de 250 tonnes (2 450 kilonewtons) au sol et brûlant un mélange d'oxygène liquide et de méthane. Le BE-4 est haut de 3,81 mètres pour un diamètre de 1,93 mètres.Ce moteur a des caractéristiques très avancées : il utilise un cycle à combustion étagée, sa poussée peut être modulée de 40 à 100 % et il peut être redémarré. Contrairement aux lanceurs Starship et au Falcon 9, les ergols ne sont pas surrefroidis. La poussée totale au décollage est de 16 809 kilonewtons. Six des moteurs sont répartis à la périphérie et un moteur est en position centrale. Les trois moteurs médians peuvent pivoter pour contrôler l'orientation de la fusée en vol, les quatre autres étant fixes. Les réservoirs utilisent un système de pressurisation autogène, c'est-à-dire qu'une faible fraction des gaz produits par la gazéification des ergols au niveau des moteurs est détournée pour mettre sous pression les ergols contenus dans les réservoirs. Les moteurs fonctionnent durant 190 secondes. 
L'étage est conçu pour être réutilisé (il n'existe pas de version non réutilisable). Après la séparation avec le deuxième étage, il utilise d'une part ses appendices aérodynamiques pour contrôler sa trajectoire et d'autre part trois de ses moteurs pour réduire sa vitesse afin de venir se poser à la verticale sur une barge  mobile en mer. Les ailerons mobiles situés dans le partie supérieure sont utilisés pour contrôler son attitude durant la descente. Les deux virures fixées sur le bas de l'étage fournissent une portance supplémentaire lors du retour sur Terre. Pour protéger de la surchauffe produite par la vitesse de rentrée dans l'atmosphère, la surface de ces appendices ainsi que des parties inférieure et supérieure du corps de l'étage est recouverte d'un revêtement de protection thermique baptisé Comet, qui donne leur couleur brune à ces parties non peintes lors du vol inaugural. L'étage dispose d'un train d'atterrissage comprenant six pieds  placés sous un carénage, qui sont déployés peu avant l'atterrissage. Le nombre de pieds important permet de pallier une défaillance éventuelle de l'un d'entre eux. Les parties mobiles (train d'atterrissage et ailettes supérieures) sont actionnées à l'aide de groupes auxiliaires de puissance brûlant du peroxyde d'azote. Des moteurs à gaz froid (azote) sont utilisés pour contrôler l'attitude lors du retour au sol,,,.

### Deuxième étage

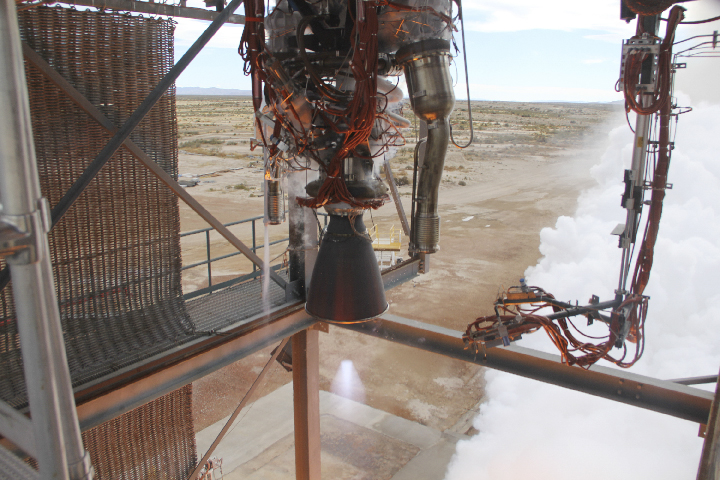
Un moteur BE-3 (version antérieure au BE-3U propulsant le deuxième étage) sur banc d'essais en 2015.

Le deuxième étage (GS-2) est haut de 26,8 mètres et embarque 175 tonnes d'ergols. Sa structure orthogrille est réalisée en alliage d'aluminium. Les dômes des deux réservoirs sont réalisés par soudure avec un fonds commun. Le deuxième étage est propulsé par deux moteurs BE-3U brûlant un mélange d'oxygène liquide et d'hydrogène liquide  et fournissant une poussée unitaire de 79 tonnes dans le vide (770 kilonewtons. Le BE-3U, qui dispose d'une tuyère allongée optimisée pour le vide, est haut de 4,4 mètres pour un diamètre maximum de 2,5 mètres. Ce moteur, dont la poussée peut être modulée entre 18 et 100 %, utilise un cycle à expandeur ouvert et peut être rallumé. Le BE-3U dérive d'une version utilisée par la fusée surborbitale New Shepard adaptée au fonctionnement dans le vide. La durée de combustion est de 644 secondes. Ses réservoirs utilisent un système de pressurisation autogène,,.

### Coiffe
La coiffe de la fusée a un diamètre de sept mètres, largement supérieur à celui des lanceurs lourds opérationnels (cinq mètres). Elle est haute de 18,5 mètres et son volume intérieur est de 458 m3. Elle fournit sur une hauteur de 11,4 mètres un espace utilisable d'un diamètre supérieur à 6,2 mètres.

### Module Blue Ring
La  Blue Ring est un module développé par Blue Origin qui est placé sous la coiffe et qui peut remplir plusieurs fonctions en orbites moyenne et haute. Il peut prendre en charge plusieurs charges utiles d'une masse totale pouvant atteindre trois tonnes pour les déployer et dispose d'une capacité de manœuvre importante. Il peut servir de support pour des fonctions de ravitaillement, de relais de données, de transport et de logistique.

### Charge utile
Le lanceur peut placer une charge utile de 45 tonnes en orbite basse ou de 13 tonnes en orbite géostationnaire. Cette capacité est obtenue avec la récupération du premier étage, qui est la seule configuration disponible contrairement aux fusées Falcon. Blue Origin veut privilégier le lancement de charge utile unique mais pourra, à partir du cinquième vol, effectuer des lancements doubles,.

### Deuxième étage réutilisable - Projet Jarvis
À la suite de la décision par SpaceX de développer le Starship, Blue Origin développe un deuxième étage entièrement réutilisable en acier dans le cadre du projet Jarvis. Un premier exemplaire de réservoir en acier est amené à SLC-36 pour des tests en août 2021.

## Déroulement d'un lancement
Les étages sont fabriqués dans l'usine de Blue Origin située à 35 kilomètres du site de lancement de la base de lancement de Cap Canaveral. Les moteurs sont fournis par l'établissement de la société situés dans l'Alabama. Chaque étage est ensuite acheminé par la route jusqu'au bâtiment d'assemblage situé sur le complexe de lancement 36, dédié au lanceur. Les deux étages et la charge utile y sont assemblés et testés. Puis l'ensemble est placé sur un véhicule tracteur-érecteur qui comprend la table de lancement. Le véhicule amène le lanceur jusqu'au pas de tir. Celui-ci comprend de manière classique des Carneau (astronautique)carneaux sous la table de lancement pour évacuer les gaz brûlants produits au décollage, un château d'eau utilisé par le système de déluge mis en marche peu avant le décollage et des réservoirs d'ergols permettant de faire le plein du lanceur. Une fois arrivée à destination, la fusée est redressée à la verticale. Le plein d'ergols débute cinq heures avant le lancement et s'achève une demi-heure avant celui-ci, tandis que des tests destinés à vérifier que tous les systèmes fonctionnent de manière nominale sont effectués. 
Les moteurs du premier étage sont mis à feu deux secondes avant le décollage. L'extinction du premier étage a lieu environ 198 secondes après celui-ci. Le largage du premier étage intervient deux secondes plus tard et la mise à feu du second étage débute quatre secondes plus tard. Dix secondes après celle-ci, la coiffe est larguée. Le deuxième étage est éteint 805 secondes après le décollage. Si le lanceur vise une orbite haute, le deuxième étage est rallumé environ 1 700 secondes après le décollage et est éteint environ 100 secondes plus tard. La séparation des charges utiles intervient 985 secondes après le décollage pour l'orbite basse et 1 801 secondes pour une orbite haute.
Le premier étage est récupéré et vient se poser sur une barge flottante positionnée plusieurs centaines de kilomètres au large de la base de lancement. Pour ce faire, après la séparation avec la fusée, l'étage modifie son orientation pour se préparer à une manœuvre de freinage alors qu'il se trouve encore à une altitude où l'atmosphère est peu dense. Alors qu'il se déplace à une vitesse supersonique, les trois moteurs médians sont rallumés durant 28 secondes pour réduire sa vitesse. S'ensuit une phase durant laquelle l'étage perd progressivement de l'altitude en planant, aidé par les deux longues virures situées à sa base et en contrôlant son orientation grâce aux ailettes mobiles situées à son sommet. Un unique moteur est allumé pour annuler sa vitesse 36 secondes avant d'arriver sur la barge. Quatorze secondes avant l'atterrissage, les pieds d'atterrissage sont déployés. Le déploiement est achevé en huit secondes,.

## Site de fabrication
Pour construire, intégrer et maintenir son lanceur, Blue Origin, qui a son siège à Kent, en banlieue de Seattle dans l'État de Washington, a construit une nouvelle usine en Floride à environ 15 kilomètres à vol d'oiseau du pas de tir SLC-36 de la base de lancement de Cap Canaveral, que le lanceur utilisera. Cet établissement se trouve à Exploration Park, aux portes du Centre spatial Kennedy. Il dispose d'une surface couverte de 180 000 m2. Les moteurs BE-3 et BE-4 sont eux construits dans une usine édifiée à Huntsville dans l'Alabama.

## Installations de lancement
Le lanceur décolle depuis le complexe de lancement SLC-36 de la base de Cap Canaveral en Floride. Cet ancien site de lancement des lanceurs Atlas, qui n'était plus actif depuis 2005, a été repris en 2016 par Blue Origin (contrat de type location longue durée) pour en faire la base de lancement de sa fusée Blue Glenn. En parallèle, la société a repris en location le complexe de lancement LC-11 adjacent pour y installer un banc d'essais utilisé pour les tests de mise à feu de son moteur BE-4. Le SLC-36 est situé à 35 kilomètres de l'usine de fabrication du lanceur. Le complexe de lancement comprend un bâtiment d'assemblage, où sont assemblés les deux étages en provenance de l'usine et la charge utile, et la pas de tir proprement dit, faiblement distant du bâtiment d'assemblage. Le lanceur assemblé y est transporté par un  véhicule de type transporteur-érecteur. Un bâtiment destiné à remettre en condition de vol le premier étage après sa récupération doit être construit à deux kilomètres du complexe de lancement. Un deuxième pas de tir est prévu dans la base de lancement de Vandenberg sur la côte ouest en Californie, pour les tirs visant l'orbite polaire,.

## Comparaison avec les lanceurs existants ou en cours de développement

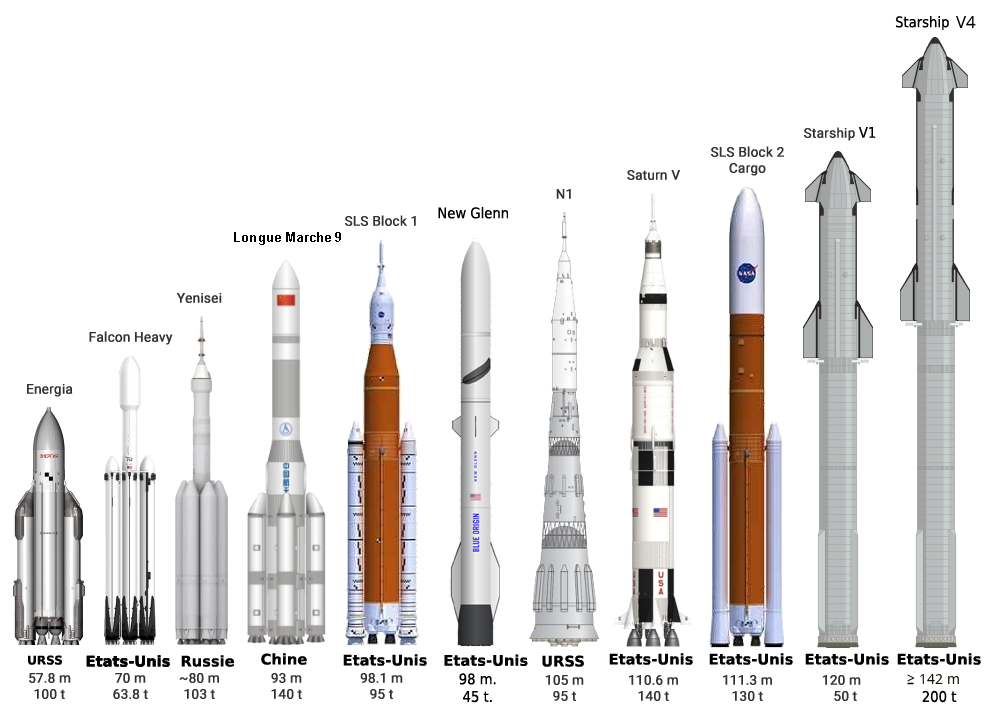
Comparaison de New Glenn avec les autres lanceurs super lourds (plus de 40 tonnes en orbite basse) opérationnels ou passés.

New Glenn peut placer 45 tonnes en orbite basse, ce qui en fait, début 2025, la deuxième fusée commerciale la plus puissante après la Falcon Heavy (64 tonnes), compte tenu du fait que les deux lanceurs les plus puissants — le Space Launch System et le Starship (la version actuelle ne permet pas de mettre en orbite des satellites « normaux ») — ne sont pas positionnés sur ce marché. Pour l'orbite géostationnaire, si dans sa version non réutilisable la Falcon Heavy domine largement la New Glenn par ses 26,7 tonnes, elle est nettement battue dans sa version réutilisable (8 à 10 tonnes contre 13 tonnes), au coût sans doute plus proche de celui de la New Glenn. Dans ce domaine, aucun chiffre officiel n'est disponible, mais le cout du lancement d'une New Glenn est estimé à 75 millions US$. La coiffe, tant par son diamètre (7 mètres contre 5 mètres) que par son volume (490 m2), dépasse largement la fusée Falcon Heavy et pourrait ouvrir des perspectives pour les charges utiles qui sont aujourd'hui contraintes dans leurs dimensions, comme les télescopes spatiaux. Sur le marché des lancements institutionnels américains (essentiellement militaires), le lanceur New Glenn, si sa fiabilité est démontrée, pourrait concurrencer la fusée Vulcan de ULA, qui est handicapée par son coût car elle n'est pas réutilisable.
| |             |                |         |           | Charge utile | Charge utile |                                                                   |
| Lanceur | Premier vol | Masse          | Hauteur | Poussée   | Orbite basse | Orbite GTO   | Autres caractéristiques                                           |
| --- | ----------- | -------------- | ------- | --------- | ------------ | ------------ | ----------------------------------------------------------------- |
| Vulcan (441) | 2024        | 566 t          | 57,2 m  | 10 500 kN | 27,5 t       | 13,3 t       |                                                                   |
| New Glenn | 2025        | 1400 à 1500 t. | 98 m    | 16 800 kN | 45 t²        | 13 t²        | Le premier étage est réutilisé (seule configuration disponible)   |
| Falcon Heavy | 2018        | 1 421 t        | 70 m    | 22 819 kN | 64 t¹        | 27 t¹        | Le premier étage est réutilisable (optionnel).                    |
| Space Launch System (Bloc I)                                                                                          | 2022        | 2 660 t        | 98 m    | 39 840 kN | 70 t         |              |                                                                   |
| Starship | 2023        | 5 200 t        | 121 m   | 76 000 kN | 100 t        |              | Les deux étages sont réutilisés (seule configuration disponible). |
| Ariane 6 (64) | 2024        | 860 t          | 63 m    | 10 775 kN | 21,6 t       | 11,5 t       |                                                                   |
| H3 (24L) | 2023        | 609 t          | 63 m    | 9 683 kN  |              | 6,5 t        |                                                                   |
| Falcon 9 | 2018        | 549 t          | 70 m    | 7 607 kN  | 22,8 t¹      | 8,3 t¹       | Premier étage réutilisable (optionnel)                            |
| Longue Marche 5 | 2016        | 867 t          | 57 m    | 10 460 kN | 23 t         | 13 t         |                                                                   |
| Longue Marche 9 | 2030³       | 4 339 t        | 114 m   | 26 262 kN | 150 t        | 50 t         |                                                                   |
| Longue Marche 10 | 2027³       | 2 187 t        | 92 m    | 59 821 kN | 70 t         | 27 t         |                                                                   |
| Saturn V | 1967        | 3 038 t        | 110,6 m | 34 000 kN | 118 t        | 47 t         | Pour référence. Ce lanceur n'est plus utilisé.                    |
| 1 kN équivaut à 0,1 t. - ¹ Sans récupération du premier étage. - ² Avec récupération du premier étage. - ³ Prévision. |             |                |         |           |              |              |                                                                   |

## Vol inaugural (janvier 2025)

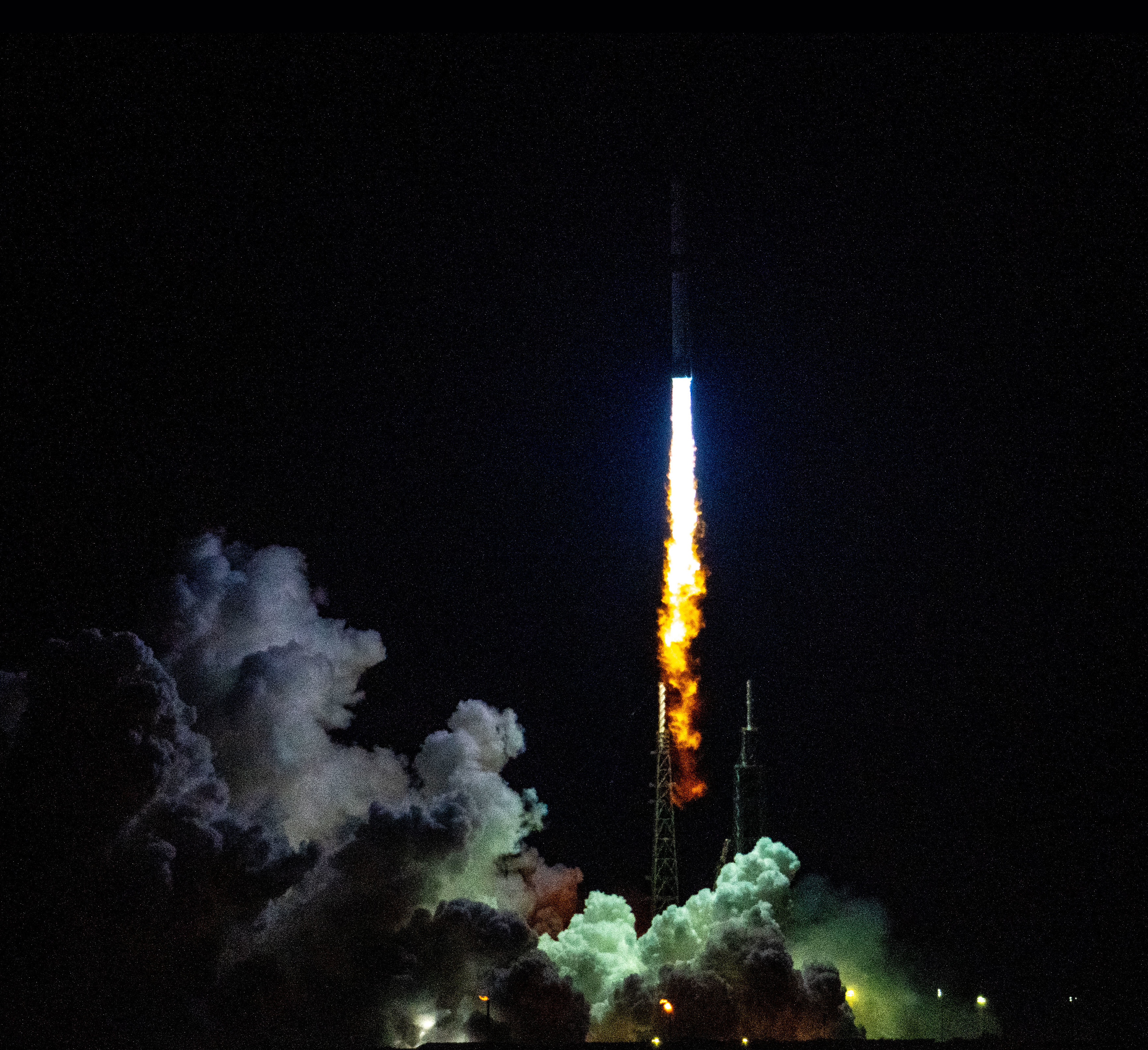
Décollage du lanceur lors de son vol inaugural du 15 janvier 2025.

À la suite de la mise à feu statique du premier étage de l'exemplaire de vol avec tout le lanceur intégré, réussie le 28 décembre 2024, le vol inaugural, baptisé Blue Ring Pathfinder, est programmé initialement pour le 13 janvier 2025, mais est reporté au 16 janvier par suite de la formation de glace sur une ligne de purge,,,. Le lanceur décolle pendant la nuit depuis le complexe de lancement 36 de la base de lancement de Cape Canaveral, et place sur une orbite moyenne (2 426 km x 19 251 km avec une inclinaison orbitale de 29,99° (écart inférieur à 1% par rapport à l'orbite visée 19300 x 2400 km et 30°) une charge utile constituée d'un prototype de Blue Ring équipé de capteurs chargés de collecter des données sur le fonctionnement de la fusée. Les deux moteurs BE-3U du second étage ont effectué avec succès deux rallumages en orbite. Le deuxième étage est resté sur l'orbite moyenne, choix critiqué par certains car non conforme aux recommandations en matière de gestion des débris spatiaux, même si celles-ci concernent principalement l'orbite basse.  
Une récupération du premier étage était prévue, après son atterrissage sur une plateforme flottante placée à 620 kilomètres au large de la base de lancement. La première phase de la récupération du premier étage (rallumage à vitesse supersonique de trois des moteurs) est bien réalisée, mais le centre de contrôle perd le contact avec l'engin spatial 7 minutes et 55 secondes après le décollage alors qu'il se trouve encore à plus de 25kilomètres d'altitude et qu'il se déplace à une vitesse de 6,9 km/s,,.

## Synthèse des vols réalisés ou prévus
Lors de son troisième vol prévu en 2025, le lanceur embarquera EscaPADE, une sonde spatiale de faible masse développée pour la NASA, qui doit mesurer les transferts d'énergie découlant des interactions entre le vent solaire et la magnétosphère de la planète Mars. La NASA a prévu un lancement lors du vol inaugural, mais a finalement retenu un vol ultérieur en raison d'une incertitude sur l'état de préparation du lanceur.
| Vol n° | Date            | Base de lancement     | Charge utile         | Orbite                 | Statut |
| ------ | --------------- | --------------------- | -------------------- | ---------------------- | --- |
| 1      | 16 janvier 2025 | Cape Canaveral SLC 36 | Blue Ring Pathfinder | Orbite moyenne         | Vol inaugural réussi (échec de la récupération du 1er étage)                                                     |
| 2      | 2025            | Cape Canaveral SLC 36 | EscaPADE             | Transfert vers Mars    | Deux petits orbiteurs de la NASA étudiant la magnétosphère et l'atmosphère de Mars.                              |
| 3      | 2025            | Cape Canaveral SLC 36 | Eutelsat nn          | Orbite géostationnaire | Satellite de télécommunications.                                                                                 |
|        |                 | Cape Canaveral SLC 36 | OneWeb x ?           | Orbite basse           | Plusieurs vols prévus                                                                                            |
|        |                 | Cape Canaveral SLC 36 | KuiperSat x ?        | Orbite basse           | Plusieurs vols prévus                                                                                            |
|        |                 | Cape Canaveral SLC 36 | Blue Moon Mark 1     | Transfert vers la Lune | Atterrisseur lunaire de Blue Origin inspiré de Blue Moon et capable de transporter trois tonnes de charge utile. |